# Bremerhavens voetbalkampioenschap 1907/08
In 1907/08 werd het achtste Bremerhavens voetbalkampioenschap gespeeld, dat georganiseerd werd door de Noord-Duitse voetbalbond. 
FC Bremerhaven-Lehe werd kampioen, maar de club mocht niet meteen naar de Noord-Duitse eindronde, maar moest eerst tegen de kampioen van Bremen spelen en verloor hier van Bremer SC 1891. 

## 1. Klasse Unterweser
| Plaats | Club                     | Wed. | W | G | V | Saldo | Ptn |
| ------ | ------------------------ | ---- | - | - | - | ----- | --- |
| 1.     | FC Bremerhaven-Lehe 1899 | 2    | 2 | 0 | 0 | 11:2  | 4:0 |
| 2.     | SC Sparta 01 Bremerhaven | 2    | 1 | 0 | 1 | 13:2  | 2:2 |
| 3.     | SC 04 Geestemünde        | 2    | 0 | 0 | 2 | 0:20  | 0:4 |

|  | Kampioen |

## Play-off voor de Noord-Duitse eindronde
Heen
|  |                          |       |                |             |
|  | FC Bremerhaven-Lehe 1899 | 1 – 7 | Bremer SC 1891 | Bremerhaven |
|  |                          |       |                | Bremerhaven |

Terug
|  |                |       |                          |        |
|  | Bremer SC 1891 | 9 – 3 | FC Bremerhaven-Lehe 1899 | Bremen |
|  |                |       |                          | Bremen |